# Kuleszewo
Kuleszewo (kaszb. Kùleszewò, niem. Kulsow) – wieś w Polsce, w województwie pomorskim, w powiecie słupskim, w gminie Kobylnica. W Kuleszewie znajduje się kościół z XV wieku.
W latach 1975–1998 miejscowość administracyjnie należała do województwa słupskiego.

## Nazwa
Nazwa miejscowości, wzmiankowana po raz pierwszy w formie Culsow w 1325, ma pochodzenie słowiańskie i charakter dzierżawczy. Powstała przez dodanie do nazwy osobowej Kulesz, Kulesza formantu -ewo. Niemiecka nazwa Kulsow jest adaptacją fonetyczną pierwotnej nazwy słowiańskiej.
Rada Języka Kaszubskiego proponuje kaszubską formę nazwy Kùleszewò.

## Zabytki
- bezwieżowy, ryglowy kościół z dwiema bocznymi przybudówkami, zbudowany w XVI wieku, w XX wieku rozebrany i złożony ponownie. Skromne, barokowe wyposażenie z gotycką rzeźbą Chrystusa w barokowym ołtarzu głównym oraz rycerska płyta nagrobna[6].